# From Their Hearts
From Their Hearts – szesnasty album studyjny zespołu The Kelly Family. Wyprodukowany na podstawie pomysłu Dana Kelly przez Kathy, Paddy’ego i Angelo Kelly, wydany w 1998 r. w większości krajów Europy.
Żaden z singli z albumu nie znalazł się w najlepszej 10, więc cały album na listach przebojów wypadł gorzej niż poprzednie, znajdując się w pierwszej 10 jedynie w Niemczech. From Their Hearts jest ostatnią płytą zespołu w dziewięcioosobowym składzie, gdyż Kathy i John Kelly odeszli z zespołu skupiając się na solowych karierach i nie wrócili, aby nagrać w 2002 r. kolejną płytę La Patata.

## Lista utworów
1. "I Feel Love" (śpiew: Paddy, Angelo) – 3:30
2. "Hooks" (śpiew: Barby, Paddy) – 3:13
3. "Please Don't Go" (śpiew: Patricia, Jimmy) – 4:11
4. "I Really Love You" (śpiew: John) – 3:42
5. "Maximum" (śpiew: Joey) – 3:21
6. "Oh It Hurts" (śpiew: Maite) – 3:30
7. "Yo te quiero" (śpiew: Kathy) – 3:13
8. "Dance to the Rock ’n’ Roll" (śpiew: Sean, Paddy, Maite) – 3:11
9. "Why Don’t You Go" (śpiew: Paddy) – 3:59
10. "You're Losing Me" (śpiew: Kathy) – 4:06
11. "You Got Me Rockin’ Now" (śpiew: Paddy, Angelo, Maite) – 2:54
12. "Hallelujah" (śpiew: Joey) – 4:04
13. "Sweetest Angel" (śpiew: Barby) – 3:44
14. "I Will Be Your Bride" (śpiew: Angelo) – 4:22

### Utwory bonusowe
W edycji "wzmocnionej" dodano teledysk do piosenki "Oh It Hurts".

## Muzycy
- Angelo Kelly: śpiew, bębny, perkusja, bębny elektroniczne, gitara
- Barby Kelly: śpiew, kongi, akordeon
- Jimmy Kelly: śpiew, gitara akustyczna, gitara elektryczna, gitara basowa, perkusja
- Joey Kelly: śpiew, gitara akustyczna, gitara elektryczna
- John Kelly: śpiew, gitara akustyczna, gitara elektryczna, mandolina, kongi, perkusja
- Kathy Kelly: śpiew, keyboard, organy Hammonda, akordeon
- Maite Kelly: śpiew, gitara basowa, perkusja
- Paddy Kelly: śpiew, gitara akustyczna, gitara elektryczna, keyboard, akordeon, harmonijka, perkusja, mandolina
- Patricia Kelly: śpiew, harfa, keyboard, perkusja

### Gościnnie
- Ken Taylor: gitara basowa
- Johan Daansen: keyboard, gitara

## Single
1. "I Will Be Your Bride" – 1998
2. "I Really Love You" – 1999
3. "Oh It Hurts" – 1999

## Miejsca na listach przebojów w 1998 roku
| Kraj       | Miejsce na liście |
| ---------- | ----------------- |
| Austria    | 14                |
| Belgia     | 21                |
| Holandia   | 17                |
| Niemcy     | 3                 |
| Węgry      | 16                |
| Szwajcaria | 12                |